# فخر الدين العراقي
فخر الدين العراقي الهمداني (بالفارسیة: فخرالدین عراقی) (ت. 688هـ) هو شاعر و عارف فارسي. تتلمذ على صدر الدين القونوي ومريد شهاب الدين السهروردي.
نعت نفسه بالعراقي، قيل أنه انضم لجماعة من القلندر، وصحبهم إلى الهند حيث تتلمذ عند بهاء الدين زكريا الملتاني، ثم انزعجت جماعته لإصراره على الترنم بغزل من تصنيفه بدل التأمل في صمت، فانصرف عن ملتان وفي الأناضول صحب محي الدين بن عربي، وصنف كتابه (لمعات) تعليقا على فصوص الحكم لابن عربي، وقد أسهم في إيصال عمل ابن عربي لفارس، ودفن في الشام بجوار قبره في دمشق.

## وصلات خارجية
- نبذة في تاريخ العرفان و التصوف و دور الإيرانيين فيه